# Usoi-Damm
Koordinaten: 38° 16′ 51,6″ N, 72° 36′ 48,2″ O

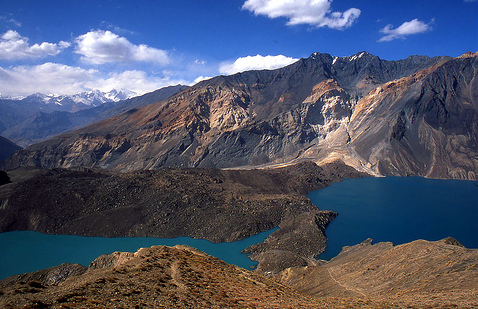
Der Usoi-Damm, rechts der Saressee und links der kleinere Schadausee

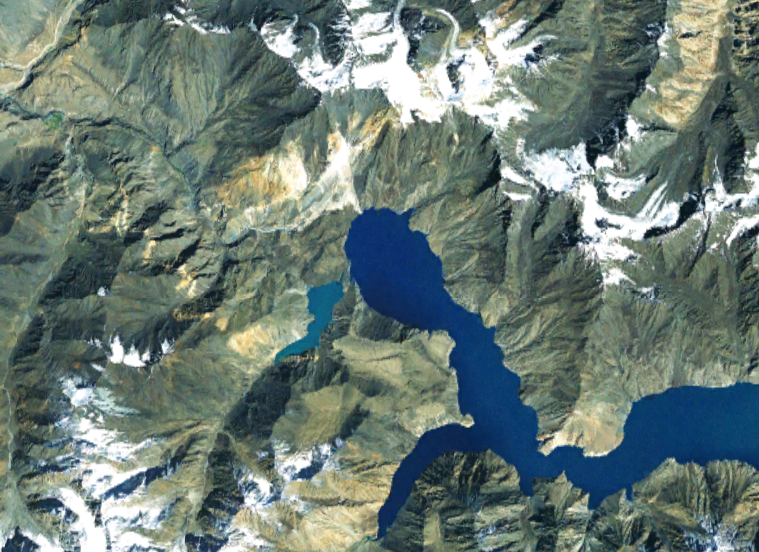
Satellitenbild des Usoi-Damms am nordwestlichen Ende des Stausees

Der Usoi-Damm (tadschikisch Усой сарбанди) ist eine natürliche Talsperre des Flusses Murgab im Pamir in Berg-Badachschan, Tadschikistan. Er entstand am 10. Februar 1911 bei einem gewaltigen Bergsturz, ausgelöst durch das Sares-Erdbeben, der den Fluss versperrte und dahinter zwei natürliche Stauseen entstehen ließ, den Saressee und den kleineren Schadausee. Mit einer Höhe von etwa 567 m ist der Usoi-Damm der höchste Damm der Welt.

## Beschreibung
Der Damm befindet sich auf 2700 bis 3500 Höhenmetern, ist etwa drei (nach anderen Angaben fünf) Kilometer lang, 500 bis 700 m hoch und besteht aus ca. 2,2 Kubikkilometern Steinaufschüttung, die nach einem Erdbeben der Stärke 7,4 (nach anderen Angaben 7,0) auf der Richterskala aus dem steilen Flusstal des Murgab in den Fluss stürzten. Dabei wurden die Ortschaften Usoi, nach der der Damm benannt ist, und Sares komplett zerstört, 90 Menschen starben. Es war neben dem Abrutschen der Nordflanke des Mount St. Helens 1980 der größte Bergsturz der neueren Geschichte. Die russische Regierung erfuhr erst zwei Monate später von der Entstehung des Damms, 1913 erkundete eine Expedition erstmals die Region. Einige Seismologen vertraten damals die Ansicht, der Bergsturz habe das Erdbeben ausgelöst und nicht andersherum, bis Boris Golizyn das Erdbeben als Ursache feststellen konnte.
Der entstandene Saressee ist heute über 60 km lang, 80 km² groß, 505 m tief und fasst ein Wasservolumen von 17 km³. Ursprünglich war der See abflusslos, im April 1914 wurde unterhalb des Sees ein Bach gesichtet. Das Wasser fließt nicht über den Damm hinweg (durch Erosion würde er so abgetragen werden), sondern sickert aufgrund des Wasserdrucks am Fuß des Dammes mit 45 m³ (nach anderen Angaben 50–60 m³) pro Sekunde heraus. In den ersten Jahren stieg der Wasserspiegel etwa 75 m pro Jahr, heute nur noch etwa 20 cm pro Jahr. Der niedrigste Punkt der Dammkrone befindet sich 50 m über der Seeoberfläche.

## Gefährdung
Es besteht die Befürchtung, dass der Damm bei einem großen Erdbeben instabil werden und später durch Bodenverflüssigung oder Bergstürze brechen könnte. Natürliche Dammbrüche haben in der Vergangenheit schon mehrfach große Flutkatastrophen verursacht, und solche Erdbeben sind in dieser Region vergleichsweise häufig. Außerdem könnte das versickernde Wasser am Boden des Damms Hohlräume ausgespült haben, die dessen Stabilität gefährden. Bei Bergstürzen infolge von Erdbeben könnten weiterhin riesige Wassermassen über den Damm gespült werden, selbst wenn dieser standhält, was laut geotechnischen Studien das weitaus wahrscheinlichere Szenario ist. Eine große Steinmasse am rechten Ufer des Sees drei Kilometer vom Damm wurde als besonders instabil identifiziert.
Der Saressee hält 16–17 km³ Wasser zurück; ein Dammbruch würde stromabwärts des Stausees eine gewaltige Flutwelle entlang der Flüsse Bartang, Pandsch und Amudarja und eine katastrophale Flut verursachen, von der ein großer Teil Zentralasiens (Gebiete Tadschikistans, Usbekistans, Turkmenistans und Afghanistans) 2000 km stromabwärts bis zum Aralsee, kritische Infrastruktur und bis zu fünf Millionen Menschen betroffen sein könnten. Durch die schmalen Flusstäler würde die zerstörerische Kraft der Flut über weite Distanzen beibehalten werden. Am schwersten betroffen wären die Dörfer des Dschamoats Savnob im Distrikt Murghob, die sich nur etwa zwei Kilometer stromabwärts am Bartang befinden; auch die Städte Termiz und Nukus in Usbekistan sowie Türkmenabat in Turkmenistan wären gefährdet. Ein Erdbeben der Magnitude 7,2 am 7. Dezember 2015 überstand der Damm allerdings unbeschadet.
Es wurde ein Frühwarnsystem mit Überwachungsanlage am Damm sowie Sirenen in den Tälern installiert (bereits die Sowjetunion hatte ein früheres eingerichtet, mit dem die Regierungen in Moskau und Duschanbe informiert werden sollten); die Vereinten Nationen, die Weltbank und zentralasiatische Regierungen beobachten die Situation. Neben Plänen, den Seespiegel zu senken oder den Damm künstlich zu verstärken, wurde auch die Möglichkeit eines Wasserkraftwerkes am Usoi-Damm diskutiert. Angesichts der Dekade zur Reduzierung von Naturkatastrophen veröffentlichte das International Strategy for Disaster Reduction (ISDF) der Vereinten Nationen 2000 einen Bericht zur Lage am Usoi-Damm und Strategien zur Katastrophenbekämpfung.